# Horní Kounice
Horní Kounice – gmina w Czechach, w powiecie Znojmo, w kraju południowomorawskim. Według danych z dnia 1 stycznia 2014 liczyła 297 mieszkańców.